# 분할통치
분할통치(分割統治, 라틴어: dīvide et imperā, 영어: divide and rule policy) 또는 분할지배(分割支配, 영어: divide and conquer)는 지배층의 지배기술의 하나로, 한 사람이나 특정 집단 등이 통치를 함에 있어서 피지배자들을 분열시키거나 서로 적대하게 만들어 통치를 용이하게 하는 수법이다. 특히 제국주의 국가가 식민지지배를 유지하기 위하여 식민지 주민의 민족·경제·종교상의 대립을 이용하여 주민의 내부적인 다툼을 일으켜서 단결을 방해하여 지배층에 대하여 저항하지 않도록 하려는 정책이다.

## 같이 보기
- 굿캅 배드캅(en:Good cop, bad cop)
- 살라미 기술
- 당근과 채찍
- 심리전
- 아스트로터핑
- 인신 공격의 오류
- 정체성 정치
- 증오언설
- 포크배럴
- 흑색선전